# Lymantria atra
Lymantria atra este o specie de molii din genul Lymantria, familia Lymantriidae, descrisă de Linstow. 1907 Conform Catalogue of Life specia Lymantria atra nu are subspecii cunoscute.